# Xylocopa lachnea
Xylocopa lachnea är en biart som beskrevs av Jesus Santiago Moure 1951. Xylocopa lachnea ingår i släktet snickarbin, och familjen långtungebin. Inga underarter finns listade i Catalogue of Life.